# Heimskringla

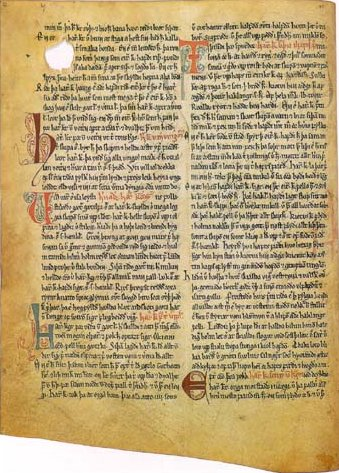
Seite aus Heimskringla

Heimskringla (altnordisch für Weltkreis) ist der Titel eines mittelalterlichen Werkes über die Geschichte der norwegischen Könige, das um 1230 verfasst wurde und Snorri Sturluson zugeschrieben wird. Das Werk ist ohne Verfasserangabe überliefert.

## Geschichte der Zuschreibung an Snorri Sturluson
Am Anfang stand eine Preisaufgabe der „Kongelige danske Videnskabernes Selskab“ (Königlich dänische Gesellschaft der Wissenschaftler) aus dem Jahre 1870. Dieser Aufgabe lagen bereits bestimmte Prämissen zu Grunde, die als Frage formuliert waren. Die ersten beiden Fragen betrafen Snorri als Verfasser, die letzten beiden den Umfang der Heimskringla und deren Verhältnis zur isländischen mittelalterlichen Geschichtsschreibung. Die Aufgabe setzte bereits voraus, dass es sich um ein zusammenhängendes Werk bestimmter Größe handele, das mehr oder weniger vollständig überliefert sei. Diese Auffassung geht auf die Erstausgabe von Johan Peringskiöld Heimskringla eller Snorre Sturlusons Nordlänske Konunga Sagor (Stockholm 1697) zurück. Den Namen „Heimskringla“ hatte er von einer Abschrift des Isländers Jón Eggertsson aus dem Jahre 1682 übernommen. Dessen Vorlage in der Universitätsbibliothek von Kopenhagen wurde als Kringla oder Heimskringla bezeichnet. Der Handschrift fehlte der Prolog, so dass das erste Wort der Ynglinga saga „Kringla heimsins“ maßgeblich wurde. Die Bezeichnung wurde bereits von Torfaeus benutzt und geht wahrscheinlich auf Ole Worm zurück, der sie in einer Einleitung zur Ausgabe der Übersetzung ins Norwegische von Peder Claussøn Friis „Norske kongers Chronica“ benutzte.
Gustav Storm gewann mit seiner Arbeit zu dieser Preisaufgabe die Goldmedaille. Die Arbeit wurde auf Kosten der „Kongelige danske Videnskabernes Selskab“ unter dem Titel Snorre Sturlasöns Historieskrivning (Kopenhagen 1873) veröffentlicht. 1914 veröffentlichte Sigurður Nordal in Kopenhagen seine Dissertation Om Olaf den helliges saga. Während Storm der Meinung war, die Saga über Olav den Heiligen sei jünger als der übrige Text der Heimskringla, und baue auf diesem auf, kehrte Nordal diese Chronologie um, so dass Snorri die Saga um Olav früher geschrieben habe. Beide gingen davon aus, dass alle Teile der Heimskringla vom gleichen Verfasser stammten, wobei Nordal sich auf Storm stützte und Storm sie von der Aufgabenstellung der Preisaufgabe übernommen hatte.
Als Erster hat Konrad Maurer vermutet, dass es sich bei der Heimskringla um ein Kompilationswerk handele, das erst nach Snorris Tod aus vielen Einzelarbeiten zusammengesetzt worden sei, von denen nur einige von ihm selbst stammten.
Neben der erwähnten Handschrift Kringla gab es noch zwei weitere Manuskripte, Jöfraskinna und Gullinskinna, die beide bei dem Bibliotheksbrand in Kopenhagen 1728 vernichtet wurden, aber in recht zuverlässigen Abschriften erhalten sind. Weitere zwei Handschriften sind in Norwegen und Schweden vernichtet worden. De la Gardie Nr. 3 verbrannte 1702 in Uppsala. Es gibt aber Abschriften von Teilen und eine Übersetzung ins Schwedische Norlands Chrönika och Beskriffning von dem Isländer Jón Rugman, die 1670 im Druck erschienen ist.
Jonna Louis-Jensen hält es für wahrscheinlich, dass nicht Snorri Sturluson, sondern Ólafur Þórðarson hvítaskáld die Schlussredaktion der Kringla durchgeführt und die einzelnen Teile zusammengefügt habe. Sie stützt sich dabei auf Stefán Karlsson, der gezeigt hat, dass die Hauptteile der beiden wichtigsten Handschriften der Grágás, die Staðarhólsbók und der Codex Regius mit der gleichen Hand geschrieben worden sind. Es habe sich um einen professionellen Schreiber gehandelt. Nach ihm kommt auch der Priester Þórarinn kaggi in Betracht. Ólafur Þórðarson hvítaskáld war Snorris gelehrter Neffe. Er starb 1259. Die Handschrift Kringla kann nach Stefán Karlsson nicht vor 1258 fertig vorgelegen haben. Somit ist dessen Schlussredaktion nicht ausgeschlossen. Þórarinn kaggi starb 1283. Auch er stammte aus dem Sturlungengeschlecht. Er war der uneheliche Sohn von Ólafur Þórðarsons Vetter Egill Sölmundarson, der der Sohn von Snorris Schwester Helga war.

## Entstehung und Struktur
Snorris Heimskringla reicht von der mythischen Urgeschichte, die er im ersten Teil der Ynglingasaga schildert, bis in das Jahr 1177. Für sein Geschichtswerk griff Snorri auf ältere Vorlagen zurück, auf das Fagrskinna (das schöne Pergament; um 1230) und auf Ágrip af Nóregs konunga sögum (Abriss der Geschichte der norwegischen Könige; Ende 12. Jahrhundert). Für das letzte Kapitel der Heimskringla, das die Jahre 1035 bis 1177 schildert, schöpfte Snorri aus dem Morkinskinna (das verrottete Pergament; 13. Jahrhundert). Gegenüber seinen Vorgängern ist Snorris dynastische Geschichte Norwegens im Mittelalter geprägt durch eine, für seine Zeit fortschrittliche, kritische historische Methode, die ein übersichtlich geordnetes Bild der norwegischen Könige gibt. Trotzdem fehlt es der Heimskringla an einer kohärenten Darstellung, da sie sich aus einer Kompilation eigenständiger Sagas zusammensetzt, die jede für sich genommen als ein literarisches Werk über einzelne norwegische Könige gelten können. Wie in dem Skáldskaparmál verwendet Snorri auch in der Heimskringla Skaldengedichte als Kommentar und Illustration seiner Schilderungen.
Das Werk wird in drei Teile geteilt. Heimskringla (Hkr) I: vom Anfang bis zu Olav dem Heiligen, Hkr II: die Geschichte Olavs des Heiligen und Hkr III: die Geschichte danach. Die Handschriften werden in zwei Klassen eingeteilt: die eine Klasse enthält Hkr II, die andere nicht. Zu dieser gehören Jöfraskinna und Gullinskinna. Außerdem gibt es eine gesonderte Saga über Olav den Heiligen. In Jöfraskinna ist die gesonderte Saga Olavs des Heiligen eingefügt. Es ist daher nicht sicher, dass in der Originalschrift Snorris die Geschichte Olavs des Heiligen schon vorhanden war. Es ist auch möglich, dass eine spätere Redaktion die gesonderte Saga Olavs des Heiligen geringfügig gekürzt in die Heimskringla eingefügt hat.

## Inhalt nach Kapiteln
Die Heimskringla besteht aus:
- Prologus
- Ynglingasaga, „Saga über die Ynglinge“ (halbmythisch, beruhend auf der Ynglingatal)
- Hálfdanar saga svarta, „Saga von Hálfdan dem Schwarzen“ (Übergang halbmythisch – historisch)
- Haralds saga hárfagra, „Saga von Harald Schönhaar“ (868–928)
- Hákonar saga góða (Aðalsteinsfóstra), „Saga von Håkon dem Guten“ (933–961)
- Haralds saga gráfeldar, „Saga von Harald Graumantel“ (960–975)
- Ólafs saga Tryggvasonar, „Saga von Olaf Tryggvason“ (995–1000)
- Óláfs saga helga, „Saga von Olaf dem Heiligen“ (1016–1030)
- Magnúss saga góða, „Saga von Magnus dem Guten“ (1035–1047)
- Haralds (harðráða) saga Sigurðarsonar, „Saga von Harald (dem Harten) Sigurðsohn“ (1047–1066)
- Ólafs saga kyrra, „Saga von Olaf dem Stillen“ (1066–1093)
- Magnúss saga berfætts, „Saga von Magnus Barfuß“ (1093–1103)
- Magnússona saga, „Saga von den Söhnen Magnus´“ (1093–1130)
- Magnúss saga blinda ok Haralds gilla, „Saga von Magnús Sigurðarson und Harald Gille“ (1130–1136)
- Haraldssona saga (Saga Inga konungs og bræðra hans), „Saga von den Söhnen Haralds (Sigurd, Øystein und Inge)“ (1136–1157)
- Hákonar saga herðibreiðs, „Saga von Hákon dem Breitschultrigen“ (1157–1162)
- Magnúss saga Erlingssonar, „Saga von Magnus Erlingsson“ (1161–1177)

## Heimskringla als historische Quelle
Der Wert der Heimskringla als historische Quelle im Sinne einer modernen wissenschaftlichen Geschichtsschreibung ist seit der Sagakritik umstritten. Für seine Zeit, das europäische Hochmittelalter, war Snorri Sturluson jedenfalls ein Ausnahme-Wissenschaftler, dem ein historisches Bewusstsein und das Bemühen um historische Überlieferung nicht abgesprochen werden kann (im Sinne emischer Kulturbetrachtung). Allerdings liegt ein Widerspruch in der Beurteilung Snorris als erstem „Historiker“ für die westskandinavische Geschichte, dass er seine Quellen mit nur geringfügigen Änderungen übernommen und zusammengestellt hat. Dann müsste man dieses Prädikat „Historiker“ bereits den Verfassern seiner Quellen zuschreiben.
Es fällt besonders ins Gewicht, dass es zur Zeit der Abfassung die Literaturgattung „Geschichtsschreibung“ im heutigen Sinne jedenfalls im europäischen Raum nicht gab. Es handelte sich bei den sich als Geschichtsschreibung ausgebenden Werken immer um Tendenzschriften mit politischer Absicht. Das reine Bewahren des Gewesenen für die Nachwelt lag den Verfassern fern. Es handelte sich entweder um Herrscherlob oder um Gesellschaftskritik oder um die Legitimierung von althergebrachten Ansprüchen oder die Darstellung der Christianisierung als Erfolgsgeschichte oder ähnliche Ziele, die mit einem Werk verfolgt wurden.
Dass das rein historische Interesse nicht im Vordergrund stand, ist deutlich an der Ólafs saga Tryggvasonar zu beobachten, in der die Zerstörung des heidnischen Lade-Tempels geschildert wird. Dort habe der König einen goldenen Ring an der Tempeltür an sich genommen und später als Geschenk bei der Brautwerbung der heidnischen Königin Sigrid von Schweden dieser überbringen lassen. Diese habe festgestellt, dass der Goldring innen einen Kupferkern hatte. Es kam zu einer Auseinandersetzung zwischen beiden bei einem Zusammentreffen, im Laufe derer der König Sigrid ohrfeigte, worauf diese ihm ein gewaltsames Ende prophezeite. Das ganze ist eine literarische Komposition um das Symbol der inneren Wertlosigkeit des Heidentums, dargestellt am Kupfer im Goldring (Lit.: Niedner S. 267 f.; Glauser S. 39).
Snorris eigene Quellen reichten von mythologischen und mündlichen Überlieferungen, die er von Zeitzeugen sammelte, bis zu den oben erwähnten Werken. Er ist Mitbegründer einer „Gelehrten Isländischen Urgeschichte“ (nach Andreas Heusler), die auf der Schwelle zwischen Mythologie (in euhemeristischer Perspektive) und historischer Wissenschaft stand. Dies verbietet eine generelle Beurteilung der Heimskringla als historische Quelle, und es hängt von einzelnen Daten und Beschreibungen ab, ob diese als mythisch, quasi-historisch oder historisch bewertet werden können. Dass Snorri, wie ihm Egon Mogk vorwarf, mythologische Novellen verfasst habe, die historisch nicht zuverlässig seien, wird in dieser Allgemeinheit nicht mehr vertreten. Je näher die Ereignisse an seiner eigenen Lebenszeit liegen, desto höher ist das Gewicht seiner Aussagen zu werten. Wertvolle Quellen sind auch seine Zitate alter Skaldenstrophen aus der Zeit der von ihm behandelten Herrscher.

## Text
Deutsch
- Snorris Königsbuch, übers. u. hrsg. v. Felix Niedner, Bd. 1–3, Diederichs Düsseldorf, Köln 1965 (Sammlung Thule, Bde. 14–16)
- Snorri Sturluson: Heimskringla – Sagen der nordischen Könige. Kommentiert von Hans-Jürgen Hube. Wiesbaden (Marix) 2006; ISBN 978-3-86539-084-4.
- Heimskringla – Sagen der Könige Norwegens; Übersetzung von G. Mohnike, 1837

Altnordisch
- Heimskringla eða Sögur Noregs konunga (online)

Englisch
- The Chronicle of the Kings of Norway

Neuisländisch
- Snorri Sturluson: Heimskringla. (Hrsg. von Bergljót S. Kristjánsdóttir u. a.). Reykjavík 1991. ISBN 9979-3-0309-3 (online)

Norwegisch
- Snorre Sturluson-Kongesagaer. Stevensen, Oslo 1985, ISBN 82-7201-041-0.